# Frankensteins Kung Fu Monster
Frankensteins Kung Fu Monster (Originaltitel Shan dian qi shi) ist ein taiwanischer Actionfilm aus dem Jahr 1975 von Chung-Kuang Lin und Minoru Yamada, nach einem Drehbuch von Chuan Li. Die Filmmusik komponierte Shunsuke Kikuchi.

## Handlung
Aufgrund seiner Experimente flüchtet der geniale, aber wahnsinnige Wissenschaftler Dr. Frankenstein aus Europa nach Japan. Er beschließt, von dort aus mit seinen Plänen der Welteroberung fortzufahren. In seinem von der Außenwelt völlig abgeschotteten Labor erschafft er Ungeheuer, die über weitreichende Kenntnisse im Kung Fu verfügen. Diese sogenannten „Kung-Fu Monster“ stellt er General Skorpion unter dessen Kommando, der den Plan zur Welteroberung ausführen soll. Als weitere Waffe entwickelt er ein Minium-Kalzium, wodurch sich menschliches Gewebe komplett auflösen lässt. Innerhalb kürzester Zeit sorgen die Kung-Fu Monster für Panik und Entsetzen.
Die Kung-Fu-Riders, eine kleine Elite-Truppe verwegener Kampfsportler und Biker bestehend aus Yingjie Chen, Leilei Cai, Ziqiang Hong und Zhiwei Tang, nimmt schließlich den Kampf auf, nach dem eine Armee nach der anderen gegen die Kung-Fu Monster versagt hat. Als sie einen tückischen Mordanschlag verhindern können, haben es die Kung-Fu Monster auf die Gruppe abgesehen. Die Riders finden schon bald heraus, dass Dr. Frankenstein hinter der Erschaffung dieser Monster steckt und er die Erdachse zerstören will. Als sie schließlich sein Labor ausfindig machen, beschließen sie, seine Basis zu stürmen. Dabei gerät Yingjie Chen in Gefahr, so dass sie gezwungen sind, in ihm einen Computerchip zu implantieren. Dadurch wird er zu Super Rider V3, einem noch stärkeren Kämpfer, wodurch sie Dr. Frankensteins Brut niederschlagen können und seine Pläne zur Welteroberung stoppen können.

## Hintergrund
Der Film erschien am 11. November 1975 in Taiwan. In den USA und im Vereinigten Königreich erschien der Film unter dem Titel The Super Rider. In der Bundesrepublik Deutschland kam der Film am 2. April 1976 in die bundesweiten Kinos.

## Rezeption
„Sehr schräge Mischung aus Monster-, Science-Fiction-, Biker- und Kung-Fu-Film. Hongkongs B-Filmer verwursten die Monsterfilme ihrer japanischen Kollegen: Für echte Liebhaber ein äußerst bizarres Vergnügen.“

Oliver Nöding spricht in seiner Filmreview von einer „Aneinanderreihung von Hochgeschwindigkeits-Kloppereien, die mangelndes Talent mit allerhöchster Einsatzbereitschaft wettmachen“. Er resümiert außerdem, dass der Film ein „psychotronisches Vergnügen für Jung und Alt“ sei.
Aufgrund zu weniger Abstimmungen hat der Film im Audience Score, der Zuschauerwertung auf Rotten Tomatoes, keine Bewertung. In der Internet Movie Database hat der Film bei über 80 Stimmabgaben eine Wertung von 5,0 von 10,0 möglichen Sternen (Stand: 2. September 2024). 
Im Rahmen der Sendereihe Die schlechtesten Filme aller Zeiten (SchleFaZ) präsentierten Oliver Kalkofe und Peter Rütten den Film am 18. Oktober 2024 auf Nitro.